# 游清源
游清源（英語：Yau Ching Yuen，原名袁耀清，1962年4月25日—），香港出生，籍貫廣東東莞茶山鎮，香港資深編輯、電台主持及專欄作家，網上媒體《852郵報》創辦人暨總編輯，D100節目主持，前《信報財經新聞》副總編輯及專欄作家。

## 學歷
1974年畢業於東院道官立小學上午校，後就讀昔日位於灣仔司徒拔道肇輝台的聖瑪加利書院。他於1985-1986年擔任香港大學學生會國事學會主席，1986年擔任香港大學學生會會長，1989年畢業於香港大學歷史系。

## 工作

### 廣告創作
畢業後任職廣告集團“盛世廣告公司”，任廣告撰稿員，受業潘啓迪。

### 傳媒工作

#### 雜誌工作
1992年加入《壹周刊》任編輯。其後，加盟“文化傳信”任副總編輯。及“玉皇朝出版集團”。曾擔任《凸周刊》及癲狗日報總編輯。

#### 報章專欄
曾以筆名葉孤城於《信報》撰寫專欄《一個人的城市》。2005年5月2日棄用筆名，專欄改名為《頭文字Ｙ》。

#### 電視／電台工作
- 曾任電台主持，先後與翁靜晶主持商業電台受歡迎節目《危險人物》及在香港電台陳海琪主持《海琪的天空》（節目內有「表哥」之稱）。
- 曾擔任《五稜鏡》時事評論員。
- 曾為香港電台第二台節目輕輕鬆鬆 自由風主持。
- 為香港有線電視有線財經資訊台節目周日不講理主持。
- 2011年2月起任香港數碼廣播有限公司創作及節目總監。
- 2011年5月15日起逢星期日擔任now101台遊戲節目《撳錢》嘉賓主持。
- 2011年9月9日起逢星期五擔任now財經台時事節目《大鳴大放》主持。
- 2012年8月擔任有線新聞台《2012直選擂台》主持。
- 現任D100《龍鳳大茶樓》[10]《怪獸直播室》[10]
- 為TVB兒童台/翡翠台《猩猩同學會》「原來有段古」節目主持之一。
- 現任now新聞台《以讀供讀》主持
- 現任D100龍鳳大茶樓[11]主持

## 著作
- 《FEEL 100% 文字版 1》(文化傳信)
- 《FEEL 100% 文字版 2》(文化傳信)
- 《青馬橋少年自殺事件》(文化傳信)
- 《FEEL 100% 小說版 [許樂自尋煩惱]上》(青雲出版)
- 《FEEL 100% 小說版 [許樂自尋煩惱]下》(青雲出版)
- 《表哥的情書——一個人的二人世界》
- 《表哥的情書》

## 外部連結
- 五稜鏡  （页面存档备份，存于）
- 游清源 D100 Radio （页面存档备份，存于）
- 2013年4月12日蘋果日報 （页面存档备份，存于）